# عشق آباد (مسرحية)
عشق آباد أو عشق آباد 1 أو أخبار عشق آباد في شؤون الحب والوداد 1 (بالفرنسية: Ichkabad)‏ مسرحية تونسية من إخراج لطفي عاشور وإنتاج التياترو عام 2006.